# José Graziano da Silva
Pour les articles homonymes, voir José Silva (homonymie), Graziano et Silva.
José Graziano da Silva, né le 17 novembre 1949 à Urbana, Illinois, est un agronome et écrivain américano-brésilien. Il est le directeur général de l’Organisation des Nations unies pour l'alimentation et l'agriculture (FAO) de 2012 à 2019.

## Biographie
Ses parents sont des Brésiliens d'origine italienne (région Calabre). de fait il a trois nationalités, brésilienne, américaine (par jus soli) et italienne.

### Formation et carrière académique
Graziano est diplômé en agronomie en 1972 à l’École supérieure d'agriculture Luiz de Queiroz (pt) de l'université de São Paulo. Il reçoit aussi un MBA dans la même école en 1974, avec une thèse sur la répartition des richesses au Brésil. Il obtient son doctorat en 1980 de l’université d'État de Campinas et devient professeur d'économie agricole dans cette institution. Il recevra plus tard des diplômes de postdoctorat de l'Université de Californie à Berkeley et de l’Institute of Latin American Studies (en) de l'Université de Londres.

### Ministre et carrière à la FAO
En 2001, Graziano coordonne la création du programme Fome Zero, un des points clés de la campagne présidentielle Luiz Inacio Lula da Silva. Fin 2002, après l'élection de Lula, Graziano est nommé ministre du Développement social et du Combat contre la faim. Du 1er janvier 2003 au 23 janvier 2004, il est responsable de la mise en œuvre - mais pas de la conception - du programme Fome Zero qui a sorti 28 millions de Brésiliens du seuil de pauvreté durant les 8 années que Lula a passé au pouvoir. En janvier 2004 Lula crée le poste de Ministre du développement social et de la lutte contre la faim pour absorber les fonctions du ministère extraordinaire de Graziano da Silva et le nomme à ce poste. Après cela Graziano devient conseiller spécial du président.
En mars 2006, Graziano devient l’assistant du directeur général de l'Organisation des Nations unies pour l'alimentation et l'agriculture (FAO) et son délégué régional pour l'Amérique latine et les Caraïbes. Durant ce mandant Graziano obtient des pays d'Amérique latine l'engagement d'éradiquer la faim d'ici 2025. Il a également promu un programme sur les questions rurales, qui défend le renforcement des institutions et des politiques publiques visant à assurer un développement global et inclusif dans les zones rurales.
Candidat à la direction de la FAO, il est élu le 26 juin 2011 durant la 37e assemblée de l'organisation à Rome après avoir obtenu 92 des 180 voix lors du second tour. Il bat l'ancien Ministère des Affaires étrangères espagnol Miguel Ángel Moratinos et remplace Jacques Diouf dont les dix-huit ans de mandant ont poussé la FAO a mettre une limite de durée aux mandats. Il y avait quatre autres candidats au premier tour : Franz Fischler (Autriche), Indroyono Soesilo (Indonésie), Mohammad Saeid Noori Naeini (Iran) et Latif Rashid (en) (Irak). Graziano a commencé son premier mandat le 1er janvier 2012. Il a été réélu directeur-général de la FAO en 2015, pour un nouveau mandat courant jusqu'au 31 juillet 2019.
Oxfam a salué la victoire de Graziano, déclarant qu'il a l’expérience et l'engagement pour « transformer notre système alimentaire cassé et faire la transition vers un nouveau futur agricole. » Les États-Unis ont également salué l'élection de Graziano, soulignant la nécessité de poursuivre les réformes et de faire des efforts pour le développement agricole durable, un meilleur accès aux cultures alimentaires et plus de possibilités pour les femmes et les petits agriculteurs.

## Écrits
Graziano est l'auteur d'importantes publications sur le développement rural, la sécurité alimentaire et l'économie agraire. Il a publié 25 livres dont O que é a questão agrária? (Quelle est la question agraire ?), son œuvre la plus publiée.

## Vie personnelle
Graziano est marié à la journaliste Paola Ligasacchi. Il a deux enfants et deux petits-enfants.

## Récompenses et reconnaissance
Graziano a reçu plusieurs distinctions dont l’Ordem de Rio Branco, décernée par le président brésilien, la médaille Paulista pour le mérite scientifique et technique décernée par l’État de São Paulo et le prix de la Société brésilienne d'économie rurale, d'administration et de sociologie (Prêmio SOBER).
Le 4 novembre 2013, il s’est vu décerner le titre de grand officier de l’ordre national du Bénin des mains de Madame Koubourath Anjorin Osseni, grande chancelière de l’ordre, en reconnaissance de la contribution cruciale de la FAO dans l’élimination de la faim et de la malnutrition au Bénin. Cette distinction salue en outre la carrière d’un homme dont l’engagement a aidé à sortir 28 millions de Brésiliens de la pauvreté grâce au programme Faim Zéro.